# 中星12号
中星12号是中国卫星通信公司拥有的通信卫星。
中星12号计划向中国、东亚、南亚、中东、非洲、澳大利亚、中国海域和印度洋区域提供通信、互联网接入等服务。卫星由泰雷兹阿莱尼亚宇航公司设计制造，采用“东方红四号增强型卫星平台”，设计寿命为15年。
中星12号由长征三号于2012年11月27日在西昌卫星发射中心发射升空。
中星19号卫星主任设计师赵光介绍称，该卫星传输速率快，覆盖范围广。卫星涵盖了C、Ku和Ka等多频段通信载荷，可以更好服务于远洋运输通信、航线互联网等业务。